# Психическое расстройство
Психи́ческое (мента́льное) расстро́йство (психи́ческое заболева́ние, в некоторых авторитетных источниках, например в МКБ-10, утверждается, что это не совсем синонимы) — в широком смысле состояние психики, отличное от нормального, здорового. Есть более частное значение этого термина в таких областях, как юриспруденция, психиатрия и психология. Противоположность — соматическое заболевание.
Противоположностью психического расстройства является психическое здоровье. Люди, умеющие приспособиться к условиям жизни и разрешать жизненные проблемы, обычно оцениваются как психически здоровые. Если же эти способности ограничены и человек не справляется с повседневными задачами в личной, семейной жизни или на работе, когда он не в состоянии достичь личных целей, то может идти речь о той или иной степени психического расстройства.
Психическое расстройство влечёт изменения и нарушения в сфере чувств, мышления, поведения, и наряду с этим, по некоторым утверждениям, почти всегда происходят изменения соматических функций организма. Создание успешных психологических и медикаментозных методов лечения возможно при сотрудничестве медицины и психологии и рассмотрении психических расстройств с различных точек зрения.
По данным ВОЗ, каждый четвёртый-пятый человек в мире имеет психическое или поведенческое расстройство. Причины многих психических расстройств до конца не ясны. Имеется ряд признаков и симптомов, при появлении которых специалисты рекомендуют обращаться за профессиональной помощью.
Отождествление понятий «психическое расстройство» и «психическое заболевание» подвергается критике, так как в психиатрии применение основных критериев заболевания (биологического — наличие телесной патологии, медицинского — качество жизни и угроза жизни, социального — нарушение социального функционирования человека) затруднено. Зачастую лишь предполагается, что в основе тех или иных психических расстройств лежат нарушения телесного функционирования. В связи с этим в Международной классификации болезней 10-го пересмотра (МКБ-10) вместо терминов «психическое заболевание», «психическая болезнь» употребляется термин «психическое расстройство».
Иногда подчёркивается, что понятие «psychiatric disorders» («психиатрические расстройства», «психические расстройства», «расстройства, лечением которых занимаются психиатры») носит условный, конвенциональный, немедицинский характер и что отнесение некоторых «психиатрических расстройств» к области патологии в значительной мере условно: так, реакции, считающиеся патологичными в обыденной жизни, могут оказаться спасительными в экстремальных ситуациях.
Термины «душевная болезнь» и «душевнобольной» были подвергнуты критике Европейским судом по правам человека. Так, в параграфе 26 Постановления по жалобе № 58973/00 от 28 октября 2003 года Европейского суда по делу «Тамара Ракевич против Российской Федерации» судебная коллегия из семи международных судей, в составе которой находился и судья Европейского суда от России Анатолий Ковлер, указала, что «термин „душевнобольной“ не поддаётся точному определению, поскольку психиатрия является развивающейся областью как с точки зрения медицины, так и с точки зрения социальных подходов». Данное установление суда впоследствии нашло отображение в обзорах судебных практик российских судов.

## Классификация
Классификация психических расстройств является сложным и важным вопросом. К основным принципам классификации психических расстройств относятся:
- синдромологический принцип, основанный на концепции «единого психоза»,
- нозологический принцип, на основании которого болезни делятся по общности этиологии, патогенеза и схожести клинической картины,
- прагматический (статистический) принцип, ставший актуальным в связи с развитием национальных и международных здравоохранительных организаций.

### Классификация по Международной классификации болезней
Психические расстройства и расстройства поведения описываются в разделе V Международной классификации болезней 10-го пересмотра, разработанного Всемирной организацией здравоохранения (в России эта классификация принята с 1997 года):
- 1.1 F00—F09 — Органические, включая симптоматические психические расстройства
- 1.2 F10—F19 — Психические расстройства и расстройства поведения, связанные с употреблением психоактивных веществ
- 1.3 F20—F29 — Шизофрения, шизотипические и бредовые расстройства
- 1.4 F30—F39 — Расстройства настроения (аффективные расстройства)
- 1.5 F40—F48 — Невротические, связанные со стрессом и соматоформные расстройства
- 1.6 F50—F59 — Поведенческие синдромы, связанные с физиологическими нарушениями и физическими факторами
- 1.7 F60—F69 — Расстройства личности и поведения в зрелом возрасте
- 1.8 F70—F79 — Умственная отсталость
- 1.9 F80—F89 — Расстройства психического развития
- 1.10 F90—F98 — Эмоциональные расстройства и расстройства поведения, начинающиеся обычно в детском и подростковом возрасте
- 1.11 F99 — Психическое расстройство без дополнительных уточнений

При разработке данной классификации использовалась другая известная система, подготовленная Американской психиатрической ассоциацией, — «Диагностическое и статистическое руководство по психическим расстройствам», задающее стандартные критерии для диагностики.

### Другие классификации психических расстройств
По этиологическому принципу психические расстройства могут быть разделены на два вида:
1. Экзогенные виды психических расстройств. Причинные факторы направлены извне, например: алкоголь, промышленные яды, наркотические вещества, токсические вещества, радиация, вирусы, микробы, черепно-мозговые травмы, психотравмы.
Подвидом экзогенных расстройств являются психогенные заболевания, возникающие в связи с «эмоциональным стрессом, семейными и социальными проблемами».
2. Эндогенные виды психических расстройств. Причинные факторы — внутренние. Пример: хромосомные аберрации (нарушения), генные заболевания, заболевания с наследственным предрасположением (возникают из-за травмированного гена и могут передаваться через несколько поколений).

По тяжести и характеру нарушений психические расстройства могут варьироваться от «лёгких расстройств» до «представляющих угрозу жизни».

## Различия в значении термина (в зависимости от контекста)

### В юриспруденции
В юриспруденции психическое расстройство определяется как более точный термин, введённый в УК РФ вместо устаревшего понятия душевная болезнь; включает временное психическое расстройство, хроническое психическое расстройство (заболевание), слабоумие, а также иные болезненные состояния (ст. 21 УК РФ). Наличие психического расстройства является медицинским критерием, который наряду с юридическим (невозможность осознавать значение своих действий или руководить ими) определяет состояние невменяемости у лица.
Под хроническим психическим расстройством юриспруденция понимает длительно протекающее расстройство психики, способное, однако, протекать и приступообразно (то есть с улучшением или ухудшением психического состояния), но оставлять после себя стойкий психический дефект. К таким психическим заболеваниям относят: шизофрению, эпилепсию, прогрессивный паралич, паранойю и другие расстройства психики.
Под временным психическим расстройством юриспруденция понимает психические заболевания, продолжающиеся относительно недолго и заканчивающиеся выздоровлением. Сюда относятся: патологическое опьянение (белая горячка), реактивные симптоматические состояния, то есть расстройства психики, вызванные тяжкими душевными потрясениями и переживаниями.

### В психиатрии и психопатологии

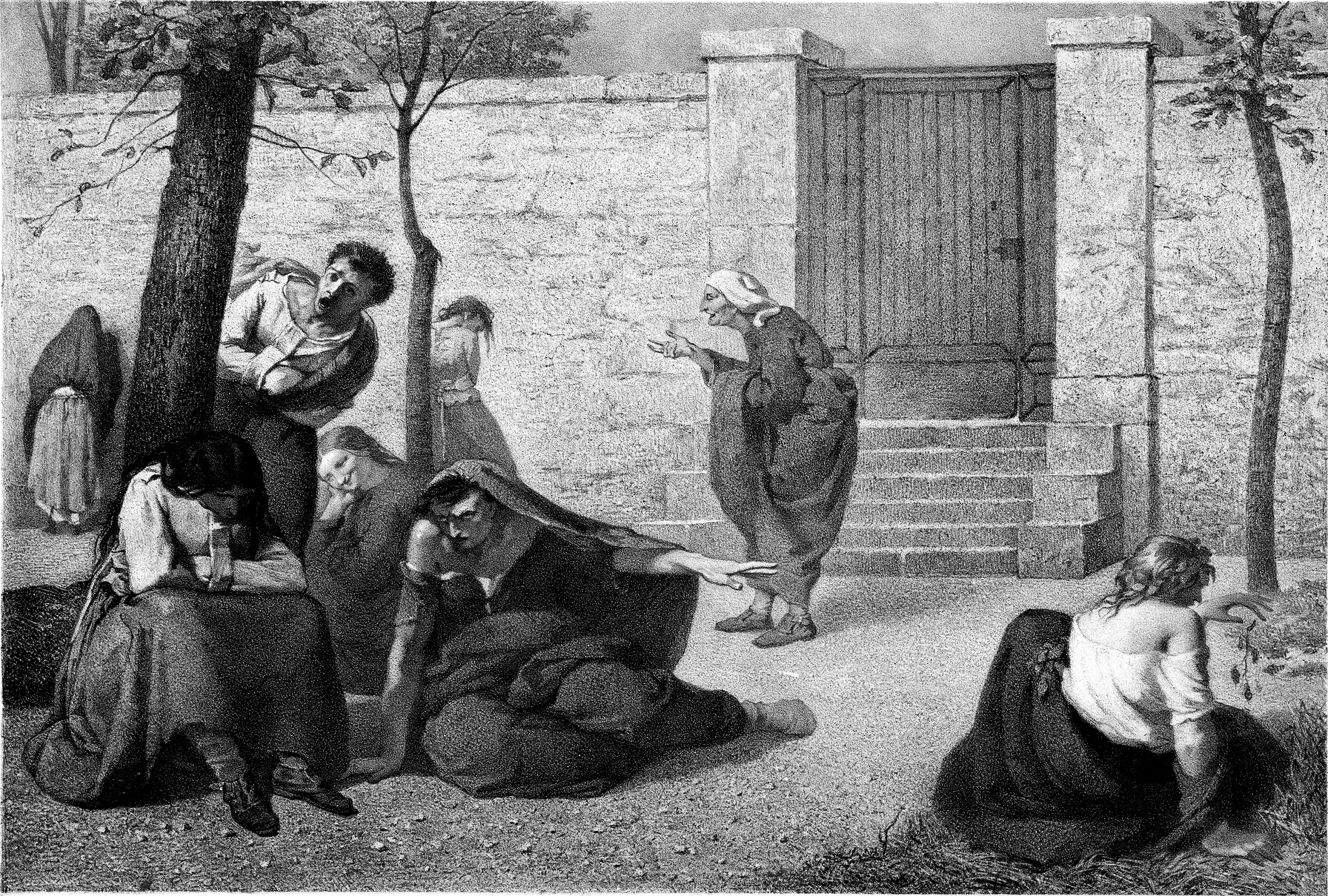
Картина А. Готье, изображающая людей с наиболее распространёнными психическими расстройствами в XIX веке в садах Сальпетриера: деменция, мегаломания, острая мания, меланхолия, олигофрения, галлюцинации, эротомания и прогрессивный паралич

В психиатрии и психопатологии отталкиваются от МКБ-10 и понимают под термином перечисленную в нём клинически определённую группу симптомов или поведенческих признаков, обычно причиняющих страдание и препятствующих функционированию личности.
МКБ-11 даёт следующее определение: "психические и поведенческие расстройства и нарушения нейропсихического развития представляют собой синдромы, характеризующиеся клинически значимыми нарушениями в когнитивной сфере, эмоциональной регуляции или поведении человека, которые отражаются на психологических, биологических и связанных с развитием процессах, определяющих психическое и поведенческое функционирование. Эти отклонения обычно связаны с дистрессом или нарушениями в личной, семейной, социальной, учебной, профессиональной или других важных сферах функционирования."
Можно выделить: органические психические расстройства (то есть обусловленные органическими нарушениями), расстройства личности, расстройства поведения, эмоциональные (аффективные) расстройства, расстройства, связанные (вызванные) применением психоактивных веществ, посттравматическое стрессовое расстройство и другие. Часть этих групп могут пересекаться.

### В клинической психологии и патопсихологии
В патопсихологии (разделе клинической психологии) при систематизации психических расстройств — в первую очередь, учитывают то, как нарушено протекание (структура) самих психических процессов, определённых компонентов мозговой деятельности, её звеньев и факторов, выпадение которых является причиной формирования наблюдаемой в клинике симптоматики.
Основным методом дифференциальной диагностики в патопсихологии выступает патопсихологический эксперимент, в диагностических заключениях которого патопсихолог может оперировать набором патопсихологических регистр-синдромов.

### В психологии
Психология в целом использует этот термин для описания любого состояния психики, отличного от здорового. Соответственно критериями наличия психического расстройства в таком, широком смысле являются критерии, обратные критериям психического здоровья, то есть любые из следующих:
- нарушение чувства непрерывности, постоянства и идентичности своего физического и психического «Я»;
- отсутствие чувства постоянства и идентичности переживаний в однотипных ситуациях;
- некритичность к себе и своей собственной психической продукции (деятельности) и её результатам;
- несоответствие психических реакций (адекватность) силе и частоте воздействий среды, социальным обстоятельствам и ситуациям;
- неспособность самоуправления поведением в соответствии с социальными нормами, правилами, законами;
- неспособность планировать собственную жизнедеятельность и реализовывать эти планы;
- неспособность изменять способ поведения в зависимости от смены жизненных ситуаций и обстоятельств.

## Симптомы, диагностика
Основными признаками психического или поведенческого расстройства специалисты ВОЗ называют «нарушения мышления, настроения или поведения, которые выходят за рамки существующих культурных убеждений и норм», то есть психологический дискомфорт, отклонение от обычной способности выполнения работы или обучения, «повышение риска смерти, страдания или нарушения деятельности».
У пациентов с психическими расстройствами могут наблюдаться различные физические, эмоциональные, когнитивные, поведенческие и перцептивные симптомы. Например:
- в плане эмоций человек может особенно сильно и несоразмерно произошедшим событиям чувствовать себя несчастным/«сверхсчастливым» или, наоборот, не иметь никаких адекватных чувств[18];
- в мышлении при психическом расстройстве могут нарушаться логические взаимосвязи мыслей, проявляться крайне положительные или безмерно отрицательные суждения о других и о самом себе, может утрачиваться способность критической оценки[19];
- в поведении человека симптомы психических расстройств выражаются в виде отклонений от принятых в обществе форм поведения (например, сексуальные — парафилические расстройства, совершение бессмысленных движений, навязчивых действий и т. д.)[20].

При диагностике должно обязательно проверяться наличие/отсутствие у пациента соматических заболеваний. Такие косвенные признаки, как отсутствие патологии внутренних органов или отличие клиники болезни от проявления соматических заболеваний, говорят (при наличии нарушений поведения, проблем с самочувствием и др.) о возможном наличии у пациента психического расстройства.
Для скрининга и предварительной диагностики различных психических расстройств применяются специальные диагностические тесты.
Применение термина психическое расстройство не должно быть излишне расширительным. Согласно МКБ-10, «изолированные социальные отклонения или конфликты без личностной дисфункции не должны включаться в группу психических расстройств».
Понятия нормы и отклонений от нормы в психиатрии в значительной мере предопределяются историко-культурными характеристиками социума, к которому принадлежит врач, занимающийся диагностикой. По определению ВОЗ, норма представляет собой этический стандарт, модель поведения, рассматриваемые как желательные, приемлемые или типичные для той или иной культуры. Многие исследователи отмечают принципиальную невозможность дать объективное определение «нормальному поведению», поскольку в различных культурах и в различных исторических ситуациях критерии психической нормы различны.
Принадлежность психиатра к той или иной научной школе, его мировоззрение, вероисповедание, морально-этические принципы и личностные особенности очень значительно влияют на его подходы к диагностике, лечению и реабилитации пациентов с психическими и поведенческими расстройствами. В отличие от диагностики соматических и неврологических заболеваний, в основе которой лежит выявление патологии конкретных органов и систем, диагностика в психиатрии предполагает оценку отражения внешнего мира и происходящих в нём событий — иными словами, в основе психиатрической диагностики лежит оценка картины мира пациента и врача с позиций концепций и критериев диагностики в данный исторический период развития общества и науки. В то время как назначение лечения психиатром в значительной мере определяется преобладающей в данной медицинской культуре терапевтической парадигмой, экономическим состоянием общества, ресурсами пациента и его семьи, выставление психиатрического диагноза и оценка прогноза заболевания может являться индикатором культуральных различий.
В частности, социофобия почти до самого конца XX века не считалась психическим расстройством, а люди с социофобией считались просто особо застенчивыми. И наоборот, гомосексуальность длительное время считалась психическим расстройством, требующим лечения, а согласно МКБ-10 сама по себе сексуальная ориентация как расстройство уже не рассматривается: только психический дискомфорт, который может возникнуть в связи с ней на почве эгодистонии, классифицируется как расстройство.

## Причины
Причины многих психических расстройств до конца не ясны. Специалисты говорят о влиянии совокупности биологических, психологических и социальных факторов (от наследственности до стрессовых событий) на возникновение психических расстройств.
Устойчивость к психическим расстройствам зависит от физических особенностей индивидуума и его общего психического развития. Разные люди по-разному реагируют на душевные страдания и проблемы: в то время как одни легко восстанавливаются после неудач, у других развиваются психологические нарушения.

## Терапия
Терапия психических расстройств осуществляется психотерапевтическими или медикаментозными и иными соматическими методами.
Психотерапия включает различные психологические методы, помогающие как при психических, так и физических проблемах, например проведением бесед или выполнением упражнений. Основными целями при использовании психотерапии является смягчение страданий, испытываемых человеком в виде страхов, депрессии, навязчивых мыслей, сексуальных проблем и т. д., и помощь в избавлении от неблагоприятных черт характера и моделей поведения. Высокая эффективность при самых различных психических расстройствах, подтверждённая многими исследованиями, присуща когнитивной психотерапии.
Психотерапия может проводиться как индивидуально, так и группами, семьями и включает в себя, в частности, следующие методы:
- поведенческая, когнитивная и когнитивно-поведенческая терапия;
- глубинно-психологическая (психоаналитическая, психодинамическая) терапия;
- поддерживающая психотерапия (она же неспецифическая терапия, беседы);
- другие виды психотерапии:
  - гипнотерапия;
  - рациональная психотерапия;
  - гуманистические терапевтические методы.

Соматическое лечение, в особенности использование лекарств, используется психиатрами для влияния на самочувствие и поведение людей, имеющих психические расстройства, и для смягчения их страданий. Использование современных психотропных препаратов началось после того, как два французских психиатра в начале 1950-х годов применили хлорпромазин для лечения психически больных. После этого стали появляться различные антипсихотические препараты и препараты других классов психофармакологических соединений.
Соматические формы лечения применяются для большинства сложных психических расстройств, хотя механизм их действия до конца не ясен. Кроме того, применение медикаментов часто приводит лишь к устранению симптомов психической болезни, но не её причины, поэтому, например, тяжёлые психотические симптомы могут возвращаться после прекращения приёма препаратов.
Психические расстройства, даже в тяжёлой форме, в принципе могут быть излечимы. Нередко трудность состоит в том, что люди склонны отрицать наличие психического заболевания из-за страха перед ним или в силу существующего в обществе непонимания сути болезни.

## Наблюдение пациентов
Лица, страдающие психическими расстройствами и расстройствами поведения, наблюдаются в психоневрологических диспансерах. В СССР существовало понятие психиатрического учёта, однако в начале 1990-х годов это понятие было в РФ официально отменено. Введённый в действие в 1993 году закон РФ «О психиатрической помощи и гарантиях прав граждан при её оказании» психиатрического учёта не предусматривает.
В начале 1990-х годов в РФ были официально введены понятия «консультативно-лечебная помощь» и «диспансерное наблюдение». По законодательству пациенты консультативно-лечебной группы посещают психоневрологический диспансер только по собственному желанию, а если они не обращаются за помощью на протяжении года, их карты сдаются в архив. Понятие диспансерного наблюдения отличается от советского понятия психиатрического учёта тем, что речь идёт только о пациентах, нуждающихся в диспансерном наблюдении в данное время (психиатрический учёт был фактически пожизненным). Диспансерное наблюдение, по закону «О психиатрической помощи и гарантиях прав граждан при её оказании», «может устанавливаться за лицом, страдающим хроническим и затяжным психическим расстройством с тяжелыми стойкими или часто обостряющимися болезненными проявлениями». Оно устанавливается «независимо от согласия лица, страдающего психическим расстройством, или его законного представителя <…> и предполагает наблюдение за состоянием психического здоровья лица путём регулярных осмотров врачом-психиатром и оказание ему необходимой медицинской и социальной помощи» (пункт 3 статьи 26).
Диспансерное наблюдение влечёт за собой определённые ограничения для лиц с психическими расстройствами и может служить причиной отказа в выдаче разрешения на ношение оружия и/или выдаче водительских прав.
Хотя понятие «психиатрического учёта» продолжает использоваться в некоторых вновь принимаемых законодательных актах, в действительности это понятие в амбулаторных психиатрических учреждениях на территории России применяться не должно. Запросы на получение справок о том, состоит или нет гражданин на учёте в психиатрическом учреждении, лишены смысла и являются незаконными, как и выдача справок с указанием: «на учёте не состоит». Согласно «Закону о психиатрической помощи…», ни одна организация и ни одно лицо не имеют права писать запросы о том, наблюдается ли человек в диспансере, а психиатрические учреждения не имеют права отвечать на такие запросы. Спрашивать об этом вправе лишь органы суда и следствия, а также медицинские учреждения, если информацию об этом необходимо получить для полноценного лечения или экспертизы.

## Эпидемиология
По данным Всемирной организации здравоохранения каждый четвёртый-пятый человек в мире страдает тем или иным психическим или поведенческим расстройством. По разным данным, 10—50 % пациентов терапевтов имеют психические расстройства, и называется следующая распространённость заболеваний среди всего населения:
| Заболевание                            | Количество, % |
| -------------------------------------- | ------------- |
| Депрессия                              | 9—20          |
| Рекуррентное депрессивное расстройство | 5—11          |
| Расстройство адаптации                 | 0,5—2,5       |
| Дистимия                               | 2—6           |
| Тревожное расстройство                 | 5—10          |
| Паническое расстройство                | 1,5—4         |
| Соматоформные расстройства             | 1—4           |
| Зависимость от алкоголя                | 7—8           |

В рамках психиатрической эпидемиологии изучаются причины возникновения психических расстройств в обществе, а также концептуализация и распространенность психически заболеваний. Основными факторами риска возникновения рассматриваются генетические воздействия, социальные изменения, жизненные события, а также другие факторы риска окружающей среды.
Одно и то же психическое расстройство в различных обществах и культурах может проявляться по-разному. В культурных и социальных слоях, где психические расстройства не находят понимания и поддержки со стороны окружающих, увеличивается соматизация этих расстройств или их соматическая направленность. Например, в Китае большая депрессия чаще соматизирована (больные предъявляют жалобы на расстройство внутренних органов), а в Америке и Европе характеризуется чаще как апатия, потеря энергии и эмоций.

### Часто встречающиеся формы
Психические расстройства, связанные со страхом, — одна из наиболее распространённых форм психических болезней, которую переносит одна пятая всех людей в течение жизни. К таким расстройствам относятся генерализованный страх, панические расстройства, различные фобии, навязчивости, стрессовые расстройства. Страх — это не всегда проявление болезни, а в большинстве случаев — нормальная реакция на опасность, но нередко страх может стать симптомом, говорящем о наличии, например, аффективных или сексуальных расстройств.
7 % женщин и 3 % мужчин всех возрастов ежегодно ставится диагноз депрессия, которая у большинства людей случается лишь один раз в жизни, крайне редко переходя в хроническое расстройство. Депрессия поддаётся излечению, хотя нередко является одним из наиболее сложных психических заболеваний.
Среди других распространённых психических расстройств у взрослых называются:
- зависимость от алкоголя и психоактивных веществ,
- нарушения приёма пищи: анорексия, булимия, ожирение,
- сексуальные проблемы,
- расстройство сна: инсомния, гиперсомния,
- личностные расстройства,
- шизофрения,
- болезнь Альцгеймера.

Большая часть психических расстройств у взрослых возникает ещё в детском возрасте. По различным оценкам от 12 до 20 процентов всех детей (до 18 лет) имеют психические расстройства. Основные трудности, с которыми сталкиваются дети, разделяются на три основные категории:
- расстройства развития — дети отстают от своих сверстников в развитии различных навыков, испытывая в связи с этим эмоциональные и поведенческие трудности,
- эмоциональные расстройства, связанные с аффектами и сильно травмированными чувствами,
- экспансивные расстройства поведения, выражающиеся в отклонении поведения ребёнка от социальных норм или в проявлении гиперактивности.